# Euscorpius erymanthius
Espèce
Euscorpius erymanthius est une espèce de scorpions de la famille des Euscorpiidae.

## Distribution
Cette espèce est endémique d'Achaïe en Grèce. Elle se rencontre sur le mont Érymanthe.

## Description
Le mâle holotype mesure 22,99 mm et la femelle paratype 21,82 mm. Euscorpius erymanthius mesure de 20 à 24,5 mm.

## Étymologie
Son nom d'espèce lui a été donné en référence au lieu de sa découverte, le mont Érymanthe.

## Publication originale
- Tropea, Fet, Parmakelis, Kotsakiozi & Stathi, 2013 : A new species of Euscorpius Thorell, 1876 from Peloponnese, Greece (Scorpiones: Euscorpiidae). Euscorpius, no 169, p. 1-11 (texte intégral).